# Mariko Mori

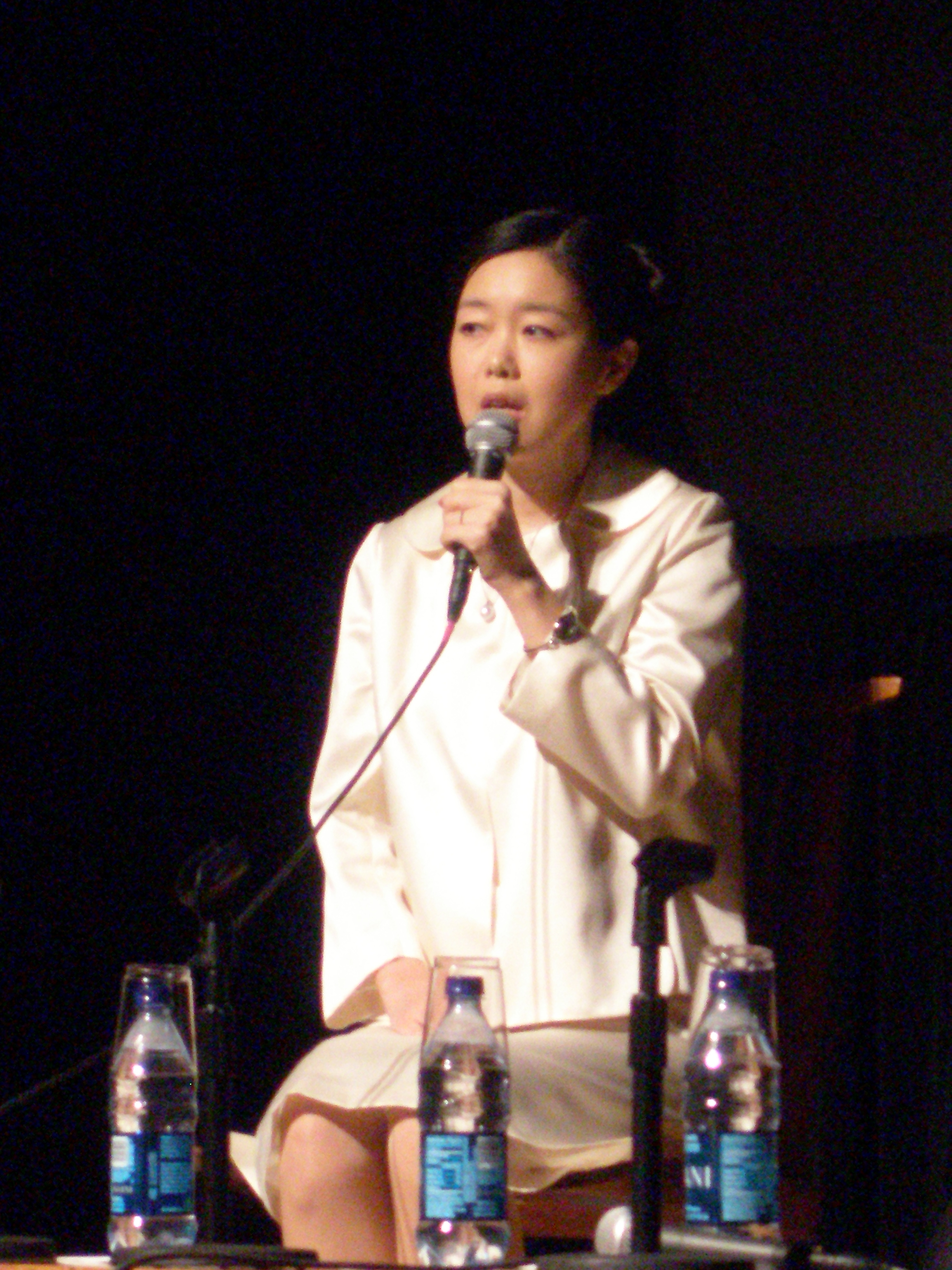
Mariko Mori in 2010

Mariko Mori (Japans: 森万里子, Mori Mariko) (Tokio, 21 februari 1967) is een Japanse multimediakunstenares.
Daarnaast is zij industrieel ontwerpster en doet zij modellenwerk.
Een veel terugkerend thema in haar kunstwerken is het reizen in drie dimensies; In ruimtelijke zin, in de tijd en in de fantasie.
Met de interactive installatie Wave UFO exposeerde zij op de Biënnale van Venetië in 2005. In de zomer van 2007 hield zij een tentoonstelling in het Groninger Museum.

## Bekendste kunstwerken
- Play with Me
- Tea Ceremony
- Love Hotel
- Red Light
- Subway
- Wave UFO
- Kaka boink